# Стена Печь
Стена Печь (англ. Fornax Wall) — одна из шести наиболее масштабных галактических структур в наблюдаемой Вселенной (галактическая нить). Находится ближе, чем Стена Скульптора и наклонена относительно неё на 30 градусов. Галактики в обеих структурах распределены неравномерно.